# الکس مورنو
الکس مورنو (انگلیسی: Álex Moreno؛ زادهٔ ۸ ژوئن ۱۹۹۳) بازیکن فوتبال اهل اسپانیا است.
از باشگاه‌هایی که در آن بازی کرده‌است می‌توان به باشگاه ورزشی رئال مایورکا، باشگاه فوتبال بارسلونا، باشگاه فوتبال الچه، و باشگاه فوتبال رایو وایکانو اشاره کرد.
وی همچنین در تیم ملی فوتبال کاتالونیا بازی کرده‌است.